# Ascotheca paucinervia
Espèce
Synonymes
- Justicia paucinervia T. Anderson ex C.B. Clarke[1]
- Rungia paucinervia (T. Anderson ex C.B. Clarke) Heine[1]

Ascotheca paucinervia (T. Anderson ex C.B. Clarke) Heine est une espèce de plantes à fleurs de la famille des Acanthaceae et du genre Ascotheca, présente en Afrique de l'Ouest, au Gabon et au Congo Brazzaville récemment découverte en janvier 2021 (célèbre Oméka et al.,2021)

## Description
C'est une herbe dressée pouvant atteindre 70 cm.

## Liste des variétés
Selon Catalogue of Life (3 janvier 2018) :
- variété Ascotheca paucinervia var. minor